# Лэнху
Административный комитет Лэнху (кит. упр. 冷湖行政委员会, пиньинь Lěnghú Xíngzhèng Wěiyuánhuì) — бывшая административная единица Хайси-Монгольско-Тибетского автономного округа провинции Цинхай (КНР).
Изначально это была безлюдная местность. В 1954 году здесь была обнаружена нефть, и в 1959 году образовался город Лэнху, который в 1964 году был понижен в статусе до посёлка. В 1992 году посёлок Лэнху был преобразован в административный комитет.
22 февраля 2018 года административные комитеты Лэнху и Маннай были объединены в городской уезд Маннай.